# Lista dell'ONU dei territori non autonomi

Mappa dei territori non autonomi

La lista delle Nazioni Unite dei territori non autonomi (in inglese: United Nations list of Non-Self-Governing Territories) è la lista dell'Organizzazione delle Nazioni Unite dei territori che sono ancora soggetti al colonialismo. Questa lista, redatta per la prima volta nel 1946 in conformità al Capitolo XI dello Statuto delle Nazioni Unite, viene da allora periodicamente aggiornata dall'Assemblea generale in base alle indicazioni di una speciale commissione sulla decolonizzazione. Appartengono a questa lista solo i territori considerati permanentemente abitati.

## Storia
La lista trae il suo fondamento dal periodo del colonialismo e dal concetto di "territorio non autogovernato". Quindi il Sahara Occidentale è incluso non solo perché parte del suo territorio è occupato dal Marocco (che la dichiara parte integrante del regno) ma anche in quanto l'indipendenza dalla Spagna non è mai stata ufficializzata. Lo stesso concetto vale per la Namibia (rimossa dall'elenco dopo l'indipendenza dichiarata nel 1990), territorio sotto mandato sudafricano dalla fine della prima guerra mondiale, e di fatto occupato dal medesimo dalla fine della seconda guerra mondiale.
Il criterio per determinare quando un territorio può esser considerato non autogovernato fu stabilito dalla risoluzione 1541 (XV) dell'Assemblea generale nel 1960. Questo criterio è stato più volte criticato da molti attivisti di territori contesi, i più conosciuti dei quali furono gli attivisti pro-tibetani.
Sempre nel 1960, l'Assemblea generale adottò la risoluzione 1514 (XV), promulgando la "Dichiarazione per la garanzia dell'indipendenza dei Paesi e dei popoli coloniali", secondo la quale tutti i rimanenti territori non autogovernati e le amministrazioni fiduciarie possono dichiarare la loro autodeterminazione e la loro indipendenza. L'anno seguente, l'Assemblea Generale formò il "Comitato Speciale per l'implementazione delle dichiarazioni garanti dell'indipendenza dei popoli e dei Paesi coloniali" (meglio conosciuto come Comitato Speciale per la Decolonizzazione o come Comitato dei 24, perché per gran parte della sua storia fu composto da 24 membri che periodicamente rivedevano la situazione dei territori non autogovernanti e ne facevano rapporto all'Assemblea generale).

## Critiche
La lista rimane controversa. Un motivo è il fatto che include diverse dipendenze, anche contese, che hanno democraticamente votato di mantenere il loro status territoriale e hanno rifiutato l'indipendenza (come ad esempio, le Isole Vergini Americane, attraverso referendum, sebbene con un numero di votanti marginale); un altro motivo è l'assenza di territori non autodeterminati come i Territori francesi d'oltremare e il Tibet, che ne rimangono esclusi; o perché, ad esempio, alcuni dei territori inclusi (come le Bermude), si considerano completamente autonomi e autogovernanti, in quanto gli sono già concessi poteri come la difesa e la gestione delle relazioni diplomatiche con paesi esteri.
D'altra parte altri territori che hanno raggiunto uno status di autonomia garantito dalle potenze amministratrici (come Porto Rico, le Antille Olandesi o le Isole Cook) sono state eliminate dalla lista dal voto dell'Assemblea Generale. Nel 1972 Hong Kong (amministrato dal Regno Unito) e Macao (amministrata dal Portogallo) sono state rimosse dalla lista su richiesta cinese.
Alcuni territori che sono stati annessi e incorporati sotto la potenza e il controllo di uno Stato (come ad esempio i dipartimenti francesi d'oltremare) sono considerati dalle Nazioni Unite come suscettibili di decolonizzazione in quanto entità non autogovernanti ma, per attuarla, è necessario che la popolazione stessa sia d'accordo e lo richieda. Tuttavia nel 1961 l'Assemblea Generale non accordò questo trattamento alle province portoghesi d'oltremare (Angola e Mozambico), che furono sotto l'attenzione dell'ONU fino alla loro indipendenza, ottenuta nel 1975.
Il 2 dicembre 1986 la Nuova Caledonia, che era considerata un territorio francese d'oltremare, fu reinserita nella lista, cosa che procurò le risentite proteste francesi. Il 4 novembre 2018 si è tenuto un referendum per l'indipendenza, in cui oltre il 56% dei votanti (con affluenza superiore all'80%) ha scelto di rimanere francese.

## Lista degli attuali territori non autonomi
Attualmente i paesi amministratori di territori non autonomi sono: Francia, Nuova Zelanda, Regno Unito, Stati Uniti d'America, Danimarca, Finlandia, Serbia e il Marocco. I territori non autonomi compresi nella lista sono 23.
| Posizione | Territorio                                | Autorità amministratrice | Status | Superficie (km²) | Popolazione (2010)   |
| --------- | ----------------------------------------- | ------------------------ | --- | ---------------- | -------------------- |
| Africa    | Sahara Occidentale                        | Marocco                  | Gran parte del territorio è amministrato dal Marocco, il resto è zona cuscinetto, controllato, dopo il cessate il fuoco dalla Repubblica Democratica Araba dei Sahrawi, con sede a Tindouf. Dal 1963 al 1976 era territorio non autonomo amministrato dalla Spagna (Sahara spagnolo) | 266.000          | 567.315 (stima 2013) |
| Europa    | Gibilterra                                | Regno Unito              | territorio britannico d'oltremare parte dello spazio Schengen, reclamato dalla Spagna. In un referendum autogestito del 2002, i cittadini di Gibilterra hanno rifiutato una sovranità condivisa tra Regno Unito e Spagna                                                             | 6                | 28.877               |
| Europa    | Isola di Man                              | Regno Unito              | Monarchia parlamentare costituzionale democratica: dipendenza della Corona britannica | 572              | 83.314 (2016)        |
| Europa    | Isole del Canale                          | Regno Unito              | Corona britannica | 78               | 160.000              |
| Europa    | Kosovo                                    | Serbia                   | Stato a riconoscimento limitato autoproclamatosi indipendente dalla Serbia nel 2008. Attualmente, gli Stati membri dell'ONU che ne riconoscono l'indipendenza sono 101 | 10.887           | 1.809.729            |
| Europa    | Isole Åland                               | Finlandia                | Regione finlandese autonoma, demilitarizzata e di lingua svedese. | 1 580            | 28 666               |
| Europa    | Fær Øer                                   | Regno di Danimarca       | Nazione costitutiva del Regno di Danimarca | 1.396            | 52.100               |
| America   | Groenlandia                               | Regno di Danimarca       | Nazione costitutiva del Regno di Danimarca | 2 166 086        | 55 992               |
| America   | Anguilla                                  | Regno Unito              | territorio britannico d'oltremare | 96               | 14.766               |
| America   | Bermuda                                   | Regno Unito              | territorio britannico d'oltremare | 53               | 68.265               |
| America   | Isole Cayman                              | Regno Unito              | territorio britannico d'oltremare | 260              | 50.209               |
| America   | Isole Vergini Britanniche                 | Regno Unito              | territorio britannico d'oltremare | 153              | 24.939               |
| America   | Montserrat                                | Regno Unito              | territorio britannico d'oltremare | 98               | 5.118                |
| America   | Sant'Elena, Ascensione e Tristan da Cunha | Regno Unito              | territorio britannico d'oltremare | 122              | 7.670                |
| America   | Turks e Caicos                            | Regno Unito              | territorio britannico d'oltremare | 430              | 23.528               |
| America   | Isole Falkland                            | Regno Unito              | territorio britannico d'oltremare, rivendicato dall'Argentina | 11.961           | 3.140                |
| America   | Isole Vergini Americane                   | Stati Uniti              | territorio organizzato e non incorporato | 340              | 109.750              |
| Oceania   | Nuova Caledonia                           | Francia                  | collettività sui generis | 35.853           | 252.352              |
| Oceania   | Polinesia francese                        | Francia                  | collettività d'oltremare | 4.167            | 267.000              |
| Oceania   | Tokelau                                   | Nuova Zelanda            | dipendenza | 10               | 1.400                |
| Oceania   | Isole Pitcairn                            | Regno Unito              | territorio britannico d'oltremare | -                | 48                   |
| Oceania   | Guam                                      | Stati Uniti              | territorio organizzato e non incorporato | 549              | 180.865              |
| Oceania   | Samoa Americane                           | Stati Uniti              | territorio non organizzato e non incorporato | 197              | 66.432               |

## Lista dei precedenti territori non autonomi
I seguenti territori hanno fatto parte, in passato, della lista dei territori non autonomi (Non-Self-Governing Territories) o con amministrazione fiduciaria (Trust Territories). Ora non ne fanno più parte, o per un cambiamento del loro status politico, o per avere ottenuto la totale indipendenza, e tra questi ci sono 80 ex-colonie che sono diventate indipendenti.
| Autorità amministratrice | Territorio                                        | Status | Anno        |
| ------------------------ | ------------------------------------------------- | --- | ----------- |
| Australia                | Isole Cocos (Keeling)                             | Cambio di status | 1984        |
| Australia                | Territorio della Papuasia                         | Unione con il Territorio fiduciario della Nuova Guinea in Papua Nuova Guinea                                                      | 1975        |
| Australia                | Territorio fiduciario di Nauru                    | Indipendenza | 1968        |
| Australia                | Territorio fiduciario della Nuova Guinea          | Unione con il Territorio della Paupasia in Papua Nuova Guinea                                                                     | 1975        |
| Australia                | Isola Norfolk                                     | Cambio di status | 1979        |
| Belgio                   | Congo belga                                       | Indipendenza come Congo Leopoldville, poi Zaire, ora RD del Congo                                                                 | 1960        |
| Belgio                   | Territorio fiduciario del Ruanda-Urundi           | Indipendenza e divisione in Burundi e Ruanda                                                                                      | 1962        |
| Danimarca                | Groenlandia                                       | Cambio di status | 1954        |
| Francia                  | Africa Equatoriale Francese                       | Indipendenza e divisione in Ciad, Gabon, Congo Brazzaville (ora Rep. del Congo) e Rep. Centrafricana                              | 1960        |
| Francia                  | Insediamenti francesi in India                    | Cambio di status | 1947        |
| Francia                  | Polinesia francese                                | Cambio di status | 1947        |
| Francia                  | Guyana francese                                   | Cambio di status | 1947        |
| Francia                  | Somalia francese                                  | Indipendenza come Gibuti | 1977        |
| Francia                  | Africa Occidentale Francese (Guinea francese)     | Indipendenza come Guinea | 1958        |
| Francia                  | Africa Occidentale Francese                       | Indipendenza e divisione in Dahomey (ora Benin), Alto Volta (ora Burkina Faso), Costa d'Avorio, Mali, Mauritania, Niger e Senegal | 1960        |
| Francia                  | Guadalupa                                         | Cambio di status | 1947        |
| Francia                  | Indocina francese                                 | Indipendenza e divisione in Cambogia, Laos e Vietnam                                                                              | 1953        |
| Francia                  | Madagascar e dipendenze                           | Indipendenza come Madagascar | 1960        |
| Francia                  | Madagascar e dipendenze                           | Indipendenza come Comore | 1975        |
| Francia                  | Martinica                                         | Cambio di status | 1947        |
| Francia                  | Marocco                                           | Indipendenza | 1956        |
| Francia                  | Nuova Caledonia                                   | Cambio di status | 1947        |
| Francia Regno Unito      | Nuove Ebridi (condominio anglo-francese)          | Indipendenza come Vanuatu | 1980        |
| Francia Regno Unito      | Amministrazione alleata della Libia               | Indipendenza come Libia | 1951        |
| Francia                  | La Riunione                                       | Cambio di status | 1947        |
| Francia                  | Saint-Pierre e Miquelon                           | Cambio di status | 1947        |
| Francia                  | Tunisia                                           | Indipendenza | 1956        |
| Francia                  | Territori fiduciari del Camerun                   | Indipendenza come Camerun | 1960        |
| Francia                  | Territorio fiduciario del Togoland francese       | Indipendenza come Togo | 1960        |
| Italia                   | Amministrazione fiduciaria italiana della Somalia | Indipendenza come Somalia | 1960        |
| Italia                   | Eritrea italiana                                  | Annessione all'Etiopia | 1947        |
| Paesi Bassi              | Indie orientali olandesi                          | Indipendenza come Indonesia | 1949        |
| Paesi Bassi              | Nuova Guinea olandese                             | Unione con Indonesia in Irian Jaya                                                                                                | 1963        |
| Paesi Bassi              | Antille Olandesi                                  | Cambio di status | 1951        |
| Paesi Bassi              | Suriname                                          | Cambio di status | 1951        |
| Paesi Bassi              | Suriname                                          | Indipendenza | 1975        |
| Portogallo               | Angola                                            | Indipendenza | 1975        |
| Portogallo               | Arcipelago di Capo Verde                          | Indipendenza come Capo Verde | 1975        |
| Portogallo               | India portoghese                                  | Cambio di status | 1961        |
| Portogallo               | Guinea portoghese                                 | Indipendenza come Guinea-Bissau                                                                                                   | 1974        |
| Portogallo               | Macao e dipendenze                                | Cambio di status | 1972        |
| Portogallo               | Mozambico                                         | Indipendenza | 1975        |
| Portogallo               | Ouidah                                            | Cambio di status | 1961        |
| Portogallo               | São Tomé e Príncipe                               | Indipendenza | 1975        |
| Portogallo               | Timor portoghese                                  | Indipendenza come Timor Est | 1975        |
| Sudafrica                | Africa del Sud Ovest                              | Indipendenza come Namibia | 1990        |
| Spagna                   | Fernando Póo e Rio Muni                           | Indipendenza come Guinea Equatoriale                                                                                              | 1968        |
| Spagna                   | Ifni                                              | Cambio di status | 1969        |
| Regno Unito              | Aden                                              | Indipendenza come Yemen del Sud                                                                                                   | 1967        |
| Regno Unito              | Bahamas                                           | Indipendenza | 1973        |
| Regno Unito              | Barbados                                          | Indipendenza | 1966        |
| Regno Unito              | Basutoland                                        | Indipendenza come Lesotho | 1966        |
| Regno Unito              | Bechuanaland                                      | Indipendenza come Botswana | 1966        |
| Regno Unito              | Guyana britannica                                 | Indipendenza come Guyana | 1966        |
| Regno Unito              | Honduras Britannico                               | Indipendenza come Belize | 1981        |
| Regno Unito              | Somalia britannica                                | Indipendenza come Stato del Somaliland                                                                                            | 1960        |
| Regno Unito              | Brunei                                            | Indipendenza | 1984        |
| Regno Unito              | Cipro                                             | Indipendenza | 1960        |
| Regno Unito              | Figi                                              | Indipendenza | 1970        |
| Regno Unito              | Gambia                                            | Indipendenza | 1965        |
| Regno Unito              | Isole Gilbert ed Ellice                           | Divisa in isole Gilbert e isole Ellice                                                                                            | 1976        |
| Regno Unito              | Isole Ellice                                      | Indipendenza come Tuvalu | 1978        |
| Regno Unito              | Isole Gilbert                                     | Indipendenza come Kiribati | 1979        |
| Regno Unito              | Costa d'Oro                                       | Indipendenza come Ghana | 1957        |
| Regno Unito              | Hong Kong                                         | Cambio di status | 1972        |
| Regno Unito              | Giamaica                                          | Indipendenza | 1962        |
| Regno Unito              | Kenya                                             | Indipendenza | 1963        |
| Regno Unito              | Isole Sottovento Britanniche                      | Indipendenza come Antigua e Barbuda                                                                                               | 1981        |
| Regno Unito              | Saint Christopher-Nevis-Anguilla                  | Indipendenza come Saint Kitts e Nevis (Anguilla rimane britannica)                                                                | 1983        |
| Regno Unito              | Unione malese                                     | Indipendenza come Federazione della Malesia, ora Malaysia                                                                         | 1957        |
| Regno Unito              | Malta                                             | Indipendenza | 1964        |
| Regno Unito              | Mauritius                                         | Indipendenza | 1968        |
| Regno Unito              | Nigeria                                           | Indipendenza | 1960        |
| Regno Unito              | Borneo del Nord                                   | Cambio di status | 1963        |
| Regno Unito              | Rhodesia Settentrionale                           | Indipendenza come Zambia | 1964        |
| Regno Unito              | Nyasaland                                         | Indipendenza come Malawi | 1964        |
| Regno Unito              | Sarawak                                           | Cambio di status | 1963        |
| Regno Unito              | Seychelles                                        | Indipendenza | 1976        |
| Regno Unito              | Sierra Leone                                      | Indipendenza | 1961        |
| Regno Unito              | Singapore                                         | Indipendenza | 1965        |
| Regno Unito              | Isole Salomone                                    | Indipendenza | 1978        |
| Regno Unito              | Rhodesia Meridionale                              | Indipendenza come Zimbabwe | 1980        |
| Regno Unito              | Swaziland                                         | Indipendenza, ora eSwatini | 1968        |
| Regno Unito              | Trinidad e Tobago                                 | Indipendenza | 1962        |
| Regno Unito              | Uganda                                            | Indipendenza | 1962        |
| Regno Unito              | Isole Sopravento Britanniche                      | Indipendenza come Dominica | 1978        |
| Regno Unito              | Isole Sopravento Britanniche                      | Indipendenza come Grenada | 1974        |
| Regno Unito              | Isole Sopravento Britanniche                      | Indipendenza e divisione in Saint Lucia e Saint Vincent e Grenadine                                                               | 1979        |
| Regno Unito              | Zanzibar                                          | Unione con la Repubblica di Tanganica in Repubblica Unita di Tanganika e Zanzibar, ora Tanzania                                   | 1963        |
| Regno Unito              | Territori fiduciari del Camerun                   | Camerun del Nord si unisce alla Nigeria, Camerun del Sud si unisce al Camerun                                                     | 1961        |
| Regno Unito              | Territorio fiduciario del Togoland britannico     | Unione con Costa d'Oro in Ghana                                                                                                   | 1957        |
| Regno Unito              | Territorio fiduciario del Tanganica               | Unione con Zanzibar in Repubblica Unita di Tanganika e Zanzibar, ora Tanzania                                                     | 1963        |
| Stati Uniti              | Alaska                                            | Cambio di status | 1959        |
| Stati Uniti              | Hawaii                                            | Cambio di status | 1959        |
| Stati Uniti              | Zona del Canale di Panama                         | Cambio di status | 1947        |
| Stati Uniti              | Porto Rico                                        | Cambio di status | 1952 (2016) |
| Stati Uniti              | Territorio fiduciario delle Isole del Pacifico    | Cambia status e si divide in Micronesia, Isole Marshall (indipendenti) e Isole Marianne Settentrionali                            | 1990        |
| Stati Uniti              | Territorio fiduciario delle Isole del Pacifico    | Indipendenza di Palau | 1994        |

| Autorità amministratrice | Territorio                                        | Status                                                                                        | Anno |
| ------------------------ | ------------------------------------------------- | --------------------------------------------------------------------------------------------- | ---- |
| Regno Unito              | Togoland britannico                               | Unione con Costa d'Oro in Ghana                                                               | 1957 |
| Italia                   | Amministrazione fiduciaria italiana della Somalia | Indipendenza come Somalia                                                                     | 1960 |
| Francia                  | Territorio fiduciario del Togoland francese       | Indipendenza come Togo                                                                        | 1960 |
| Francia                  | Cameroons Trust Territory                         | Indipendenza come Camerun                                                                     | 1960 |
| Regno Unito              | Cameroons Trust Territory                         | Il Camerun settentrionale si è unito alla Nigeria, quello meridionale al Camerun indipendente | 1961 |
| Regno Unito              | Tanganica                                         | Unione con Zanzibar in Repubblica Unita di Tanganika e Zanzibar, ora Repubblica di Tanzania   | 1963 |
| Belgio                   | Territorio fiduciario del Ruanda-Urundi           | Indipendenza come Burundi e Ruanda                                                            | 1962 |
| Nuova Zelanda            | Samoa Occidentali                                 | Indipendenza come Samoa                                                                       | 1962 |
| Australia                | Territorio fiduciario di Nauru                    | Indipendenza                                                                                  | 1968 |
| Australia                | Territorio fiduciario della Nuova Guinea          | Indipendenza come Papua Nuova Guinea                                                          | 1975 |
| Stati Uniti              | Territorio fiduciario delle Isole del Pacifico    | Indipendenza come Stati Federati di Micronesia                                                | 1990 |
| Stati Uniti              | Territorio fiduciario delle Isole del Pacifico    | Indipendenza come Isole Marshall                                                              | 1990 |
| Stati Uniti              | Territorio fiduciario delle Isole del Pacifico    | Cambio di status, ora Isole Marianne Settentrionali                                           | 1990 |
| Stati Uniti              | Territorio fiduciario delle Isole del Pacifico    | Indipendenza come Palau                                                                       | 1994 |